# قرصعنة إكمانية
قرصعنة إكمانية (الاسم العلمي:Eryngium ekmanii) هي نوع من النباتات تتبع جنس القرصعنة من الفصيلة الخيمية.